# Misurina

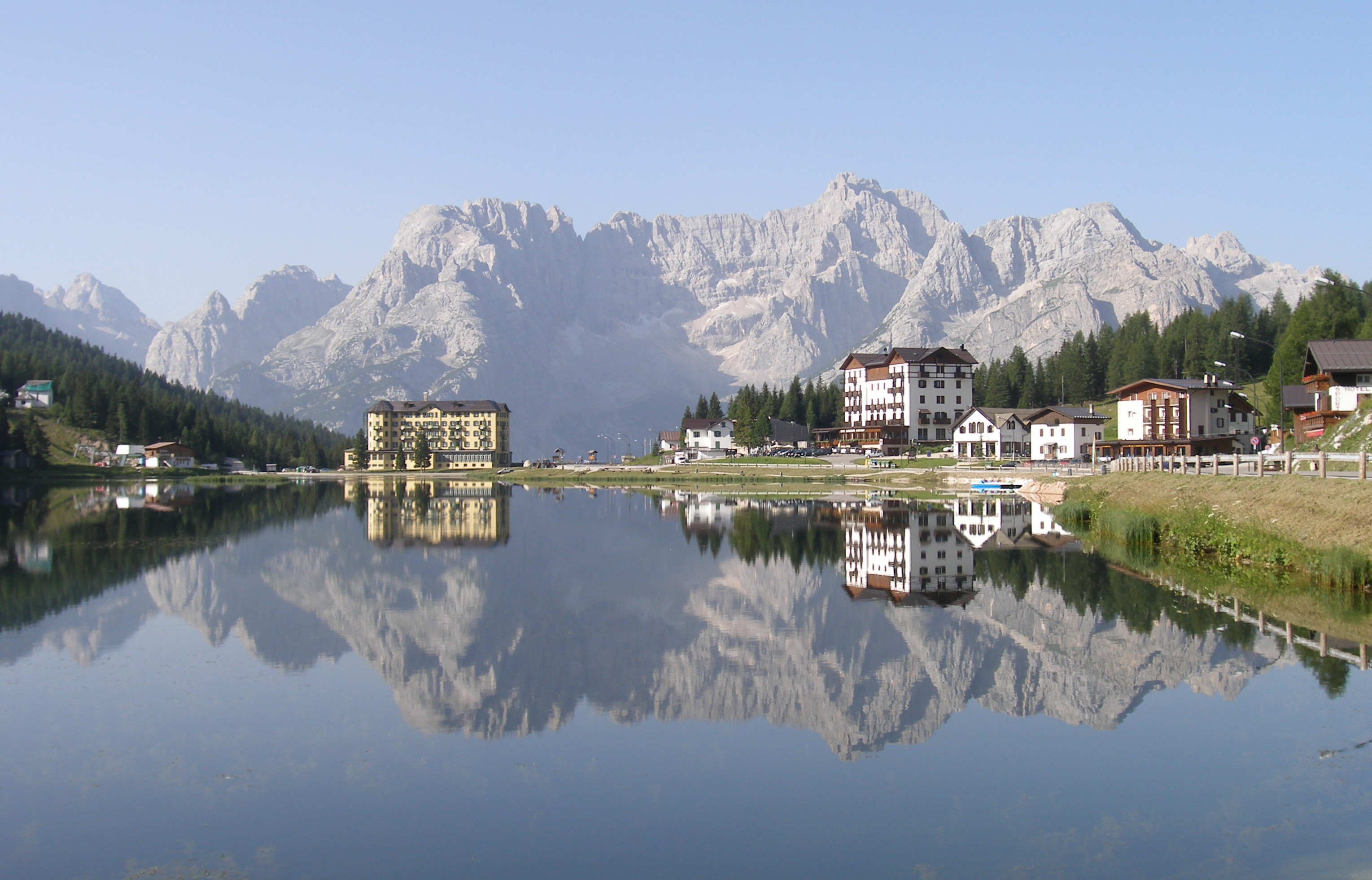
Blik naar het zuiden, astmacentrum Instituto Pio XII, hotel Lavaredo

Zicht op het noorden, Grand Hotel Misurina, de bergtop de Drei Zinnen

Misurina is een klein dorp in Italië, op 1756 meter hoogte (en op 13 km van Cortina d'Ampezzo) en met uitzicht op de Tre Cime di Lavaredo. Het dorp bevat voornamelijk hotels, daarnaast staat het bekend om de aanwezigheid van het Lago di Misurina. De postcode is 32040. De naar het dorp omhoog leidende wegen hebben een hellingspercentage van 11 tot 13%.

## Sport

### Schaatsen
Op het Meer van Misurina werd tijdens de Olympische Winterspelen van 1956 de schaatswedstrijden georganiseerd.

### Wandelen
Wandelen is natuurlijk alomtegenwoordig in een bergdorp als Misurina. Je kan wandelen naar de Monte Piana via de Rifugio Bosi, waar een klein openluchtmuseum is gevestigd met betrekking tot de Eerste Wereldoorlog, maar er zijn ook nog vele andere mooie wandelingen mogelijk. Het klimaat is aangenaam.

### Waterfietsen
Er is waterfietsmogelijkheid op het Lago di Misurina. De voertuigen zijn te huur.

### Zwemmen
Het is toegelaten in het Lago di Misurina te zwemmen.

## Horeca

### Lijst van berghutten
- Rifugio Auronzo
- Rifugio Bosi

### Lijst van hotels
- Albergo Lago Antorno
- Grand Hotel Misurina
- Hotel Auronzo di Cadore
- Hotel Lago Antorno
- Hotel Lavaredo
- Hotel Misurina

## Geografie

### Lijst van straten
- Via Col Sant Angelo
- Via Monte Piana
- Via Tre Cime

### Nabijgelegen bergtoppen
- Cadini
- Col Sant Angelo
- Cristallogroep
  - Monte Cristallo
- Marmarole
- Monte Piana
- Piz Popena
- Sorapiss
- Tre Cime di Lavaredo

### Nabijgelegen meren
- Lago d'Antorno
- Lago di Misurina